# Servicio de Ciudadanía e Inmigración de los Estados Unidos
El Servicio de Ciudadanía e Inmigración de los Estados Unidos (en inglés: U.S. Citizenship and Immigration Services; acrónimo:  USCIS) es una agencia del Departamento de Seguridad Nacional de los Estados Unidos. Tiene su sede en Washington D. C. La agencia supervisa la inmigración legal.